# Gerard van Houwelingen

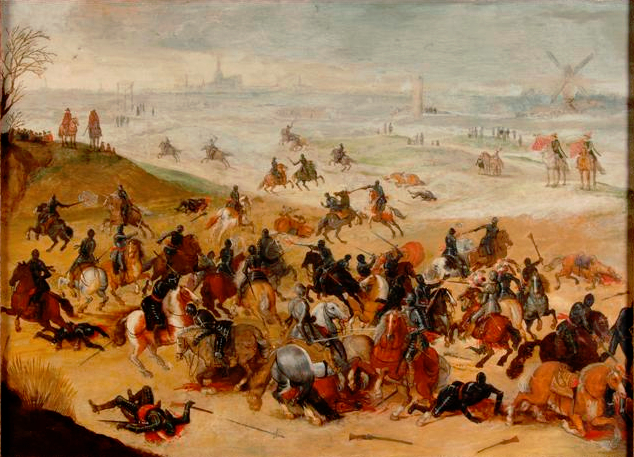
De slag van Lekkerbeetje.

Gerard Abramsz. van Houwelingen ('s-Hertogenbosch, omstreeks 1560 – Vught, 5 februari 1600) was een Bossche cavalerieluitenant onder commandant Anthonie Schetz, heer van Grobbendonk. Schetz was de laatste gouverneur van 's-Hertogenbosch in Spaanse dienst. Van Houwelingen was dus ook in Spaanse dienst. Zijn bijnaam luidde "Lekkerbeetje" (Lekkerbeetjen, Leckerbeetkyn), wat lekkerbek of smulpaap betekent. Hij sneuvelde in de naar hem genoemde Slag van Lekkerbeetje.

## Het gevecht
Op de opmerking van een Franse kapitein in Staatse dienst en in het garnizoen te Geertruidenberg dat zijn ruiters beter waren dan de Spaanse, daagde Van Houwelingen deze Pierre de Bréauté uit tot een duel. Tot strijdperk werd de Vughterheide gekozen, meer precies een strook tussen de Vughtse molen en de Bossche stadsgalg. Op 5 februari 1600 stonden van elke partij 22 ruiters aangetreden die na een trompetsignaal op elkaar in zouden rijden, overigens onder grote publieke belangstelling. Bij de eerste charge, vroeg in de middag, sneuvelde Van Houwelingen al door een pistoolschot - hij was ongeveer 40 jaar oud. Toch moesten de Fransen het onderspit delven tegen de Brabanders. Naar verluidt smeekte de overmoedige De Bréauté nog om genade en poogde hij zelfs zich vrij te kopen, doch de dood van Van Houwelingen had zijn mannen tot razernij gedreven en zij sloegen de Fransman bij het binnenkomen van de stad dood, tegen alle regels van de krijgskunst in. De Bréauté was nog maar 19 jaar. Bij het duel sneuvelden negentien Fransen en vier Brabanders en er bleven 30 paarden op het slagveld achter. Onder de gesneuvelden bevonden zich ook de broer en de schoonbroer van Van Houwelingen.

## Nasleep
Van Houwelingens stoffelijk overschot werd met alle eerbewijzen die een held toekwamen, bijgezet in de kerk van de predikheren in 's-Hertogenbosch, in de buurt van de huidige Predikheerenpoort. In het doksaal van de kerk werd een monument voor hem opgericht.
Een bronzen beeldengroep van twee geharnaste ruiters op de hoek Loonsebaan-De Bréautélaan te Vught herinnert sinds 2000 aan de Slag van Lekkerbeetje, zoals het treffen bekend is geworden.
De Lekkerbeetjenlaan in Vught is naar hem vernoemd; ze loopt van de Aert Heymlaan naar de De Bréautélaan.